# Кубок Косова з футболу 2019—2020
Кубок Косова з футболу 2019–2020 — 12-й розіграш кубкового футбольного турніру в Косові після проголошення незалежності. Титул вшосте здобула Приштина.

## Календар
| Раунд        | Дата                         | Матчі | Клуби   |
| ------------ | ---------------------------- | ----- | ------- |
| Перший раунд |                              |       | →       |
| 1/16 фіналу  | 27 листопада - 5 грудня 2019 | 16    | 32 → 16 |
| 1/8 фіналу   | 7-8 грудня 2019              | 8     | 16 → 8  |
| 1/4 фіналу   | 8-12 лютого 2020             | 4     | 8 → 4   |
| 1/2 фіналу   | 2-3/17 червня 2020           | 4     | 4 → 2   |
| Фінал        | 29 липня 2020                | 1     | 2 → 1   |

## 1/8 фіналу
| Команда 1     | Рахунок | Команда 2     |
| ------------- | ------- | ------------- |
| 7 грудня 2019 |         |               |
| Феронікелі    | 5:0     | A&N (2)       |
| Дреніца       | 4:0     | Дарданія (2)  |
| Вітіа (2)     | 1:2     | Дукаджині     |
| Балкані       | 3:0     | Трепча'89     |
| 8 грудня 2019 |         |               |
| Трепча (2)    | 0:1     | Вуштррія      |
| Г'їлані       | 6:1     | 2 Корріку (2) |
| Арберія (2)   | 0:1     | Приштина      |
| Лірія (2)     | 1:0     | Феріжай       |

## 1/4 фіналу
| Команда 1      | Рахунок | Команда 2  |
| -------------- | ------- | ---------- |
| 8 лютого 2020  |         |            |
| Дреніца        | 2:1 дч  | Г'їлані    |
| Приштина       | 4:1     | Вуштррія   |
| 9 лютого 2020  |         |            |
| Дукаджині      | 0:2     | Балкані    |
| 12 лютого 2020 |         |            |
| Лірія (2)      | 0:2     | Феронікелі |

## 1/2 фіналу
| Команда 1        | Заг. | Команда 2  | 1-й матч | 2-й матч |
| ---------------- | ---- | ---------- | -------- | -------- |
| 2/17 червня 2020 |      |            |          |          |
| Приштина         | 6:2  | Дреніца    | 3:0      | 3:2      |
| 3/17 червня 2020 |      |            |          |          |
| Балкані          | 1:1  | Феронікелі | 0:0      | 1:1      |

## Фінал
| 29 липня 2020 18:45 (EEST) |

| Приштина | 1:0      | Балкані |
| -------- | -------- | ------- |
| Джон 20' | Протокол |         |

| Фаділь Вокрі, Приштина Глядачів: 0 Арбітр: Генц Нуза |